# Brabham
A Brabham (teljes nevén Motor Racing Developments) egy sikeres, már megszűnt Formula–1-es csapat, mely a hatvanas évek elejétől 1992-es megszűnéséig (egy év megszakítással 1988-ban) volt jelen az F1-ben.

## Története

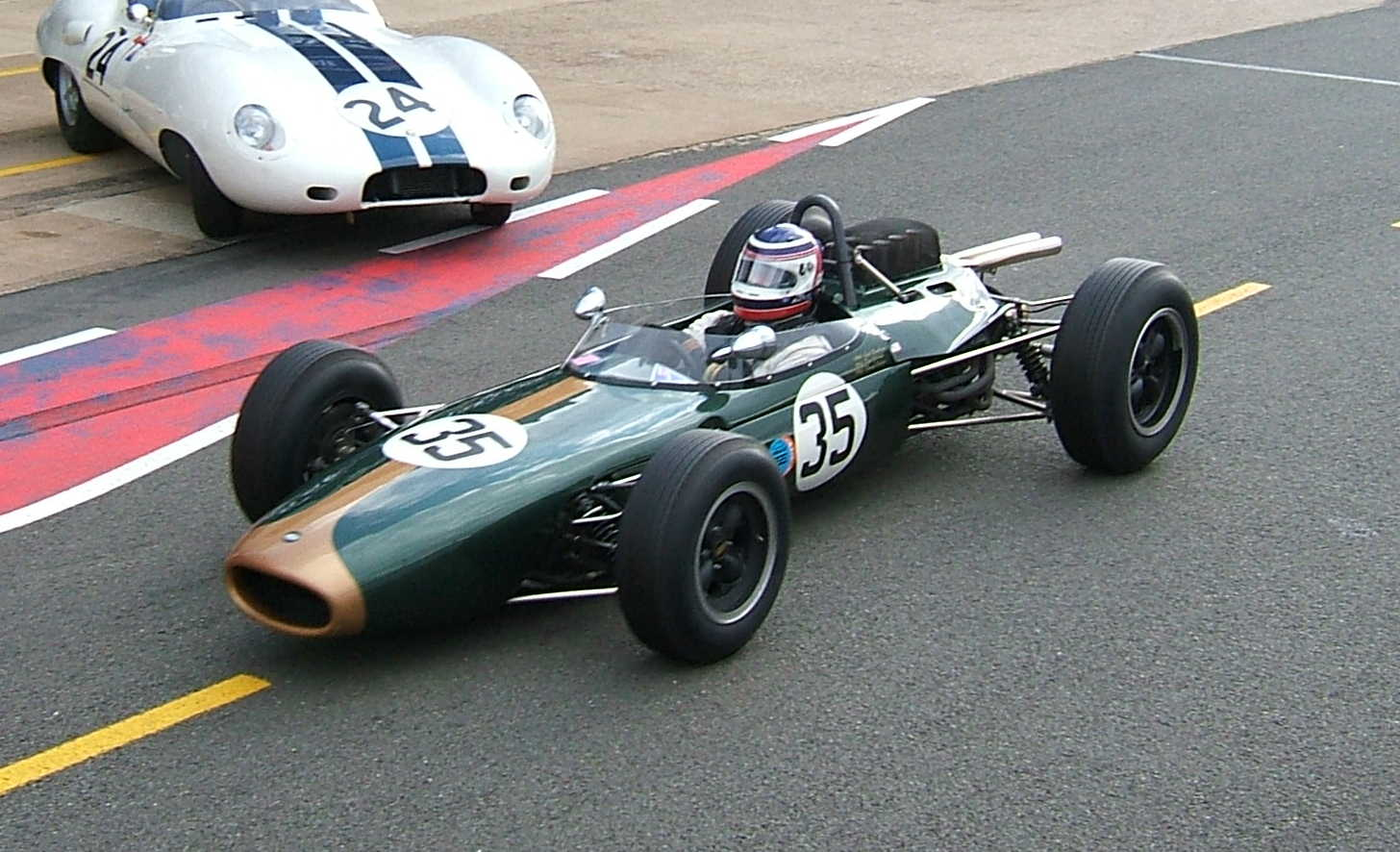
A Brabham BT11, melyet 1965 és 1966-ban használtak

1961-ben alapította az akkori kétszeres világbajnok (Cooperrel) Jack Brabham és Ron Tauranac. Brabham csapatfőnök, konstruktőr és versenyző, Tauranac főtervező volt. Vezetéknevük kezdőbetűje alapján a Brabham csapat modelljeinek neve BT-vel kezdődött. A csapat első szezonja 1962 volt, Brabham két negyedik helyet szerzett. 1963-ban a kétszeres világbajnok csapattársat kapott Dan Gurney személyében. Gurney szerezte meg a csapat első győzelmét is 1964-ben, a francia nagydíjon. 1966-ban már a legtöbb versenyen Repco motort használtak a korábbi Climax helyet. Brabham 1959 és 1960 után megszerezte harmadik címét is 1966-ban. Jack Brabham máig az egyetlen ember a Formula–1-ben, aki egyéni és konstruktőri címet is szerzett csapatával, ráadásul mindkettőt egy szezonban is. Csapattársa ekkor már Denny Hulme volt, aki a következő évben lett világbajnok a Brabham csapattal. Az 1968-as gyenge esztendőre Hulmét Jochen Rindt váltotta. A Brabham versenyzői nagyon sokszor estek ki a versenyek során. 1969-re Ford motorra váltottak. Ezzel másodikak lettek a konstruktőri bajnokságban, de utána hosszú ideig gyenge szezonok következtek.

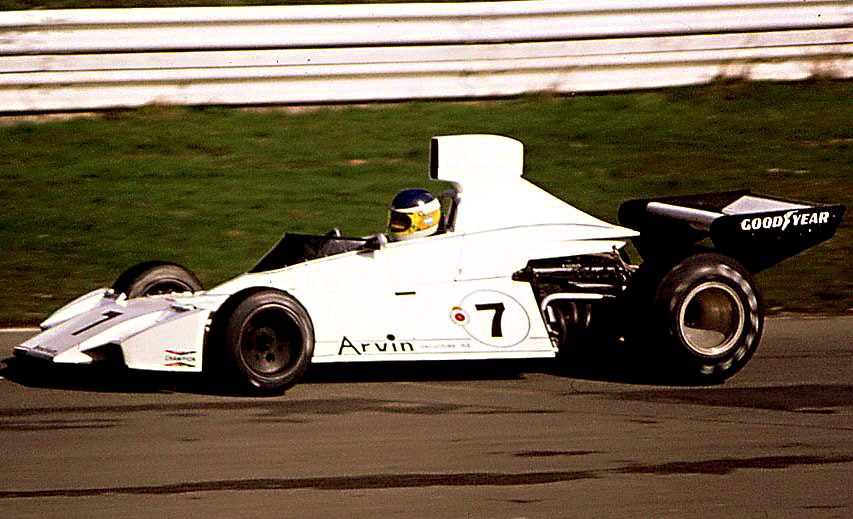
A Brabham BT44, melyet a csapat 1974-ben és 1975-ben használt

Az alapító Brabham 1970-ben eladta csapatát Tauranacnak, aki 1972-ben Bernie Ecclestone-nak adta tovább. Ecclestone Gordon Murrayt nevezte ki főtervezőnek. 1975-ben rövid sikerek születtek Carlos Reutemann és José Carlos Pace versenyzőkkel. Ezután újabb visszaesés következett. 1978-tól a Parmalat lett a csapat főszponzora, a kétszeres világbajnok Niki Lauda pedig átigazolt a csapathoz. A főtervező Murray több újítást talált ki, például az 1978-as BT46-ot, amely "kiszívta" az alatta lévő levegőt, vákuumot teremtve ezzel, amelynek segítségével nagyobb kanyarsebességeket lehetett elérni. A különleges autót csak egy versenyen használhatták, amelyet viszont megnyerte az osztrák Lauda. 1978-ban a csapat harmadik lett a konstruktőri versenyben. 1979-ben újra visszaestek, Lauda még a szezon vége előtt felmondott és visszavonult. 1980-ban ismét sikerek következtek a brazil Nelson Piquet-vel, aki három versenyt is nyert abban az évben. Ezután, 1981-ben Piquet világbajnok lett Reutemann és Alan Jones előtt.

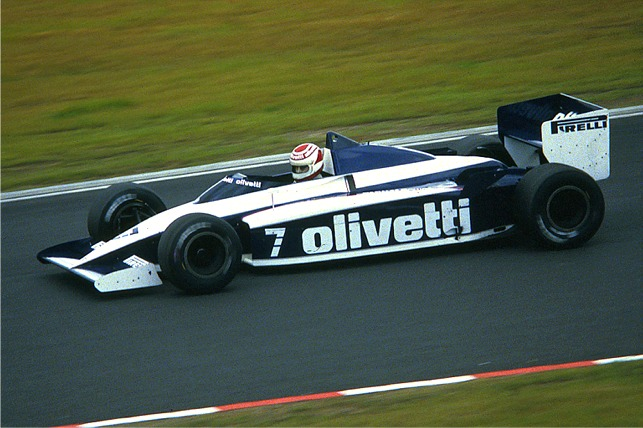
Piquet a Brabhammel 1985-ben

A Brabham második lett a konstruktőrök között. Két évvel ezután, 1983-ban – már BMW turbómotorral – Piquet az első turbó világbajnok lett. Csapata harmadik lett a Ferrari és a Renault mögött. Az ezután hanyatló csapatnál a brazil 1985-ig maradt. 1986-ban Elio de Angelis Le Castelletben tesztelt a csapattal, amikor balesetben meghalt. Ez volt a csapat első halálos balesete.
Ecclestone 1987-ben eladta a csapatot, mivel a sportág vezetésében betöltött tevékenysége mellett egyre kevésbé tudott a csapatvezetéssel foglalkozni. 1988-ban a szezon kezdete előtt visszaléptek, majd 1989-től 1992-ig rövid időre visszatértek a Formula–1-be. A csapatnál versenyzett David Brabham és Damon Hill is, akik korábbi Brabhames versenyzők fiai voltak. A Brabhamnél vezetett az eddigi utolsó Formula–1-es versenyző hölgy, Giovanna Amati. Kvalifikálni nem tudta magát egyetlen versenyre sem. A Brabham 1992-ben szűnt meg végleg a szponzorok hiánya miatt. Legutolsó nagydíjuk, melyre kvalifikálni tudták magukat, a magyar nagydíj volt.

## Formula–1-es eredmények
Jelmagyarázat: D =Dunlop, G =Goodyear, M =Michelin, P =Pirelli

A félkövérrel jelzett versenyző abban az évben világbajnok lett.
| Évad | Modell                                 | Gumi | Motor                          | Versenyzők                                                                      | Helyezés              |
| ---- | -------------------------------------- | ---- | ------------------------------ | ------------------------------------------------------------------------------- | --------------------- |
| 1992 | Brabham BT60B                          | G    | Judd                           | Eric van de Poele Giovanna Amati Damon Hill                                     | HN (0 pont)           |
| 1991 | Brabham BT59Y Brabham BT60Y            | P    | Yamaha                         | Martin Brundle Mark Blundell                                                    | 9. (3 pont)           |
| 1990 | Brabham BT58 Brabham BT59              | P    | Judd                           | Gregor Foitek David Brabham Stefano Modena                                      | 10. (2 pont)          |
| 1989 | Brabham BT58                           | P    | Judd                           | Martin Brundle Stefano Modena                                                   | 9. (8 pont)           |
| 1987 | Brabham BT56                           | G    | BMW (turbó)                    | Riccardo Patrese Stefano Modena Andrea de Cesaris                               | 8. (10 pont)          |
| 1986 | Brabham BT54 Brabham BT55              | P    | BMW (turbó)                    | Riccardo Patrese Elio de Angelis Derek Warwick                                  | 9. (2 pont)           |
| 1985 | Brabham BT54                           | P    | BMW (turbó)                    | Nelson Piquet François Hesnault Marc Surer                                      | 5. (26 pont)          |
| 1984 | Brabham BT53                           | M    | BMW (turbó)                    | Nelson Piquet Teo Fabi Corrado Fabi Manfred Winkelhock                          | 4. (38 pont)          |
| 1983 | Brabham BT52/B                         | M    | BMW (turbó)                    | Nelson Piquet Riccardo Patrese                                                  | 3. (72 pont)          |
| 1982 | Brabham BT49D Brabham BT50             | G    | Ford Cosworth DFV, BMW (turbó) | Nelson Piquet Riccardo Patrese                                                  | 5. (41 pont)          |
| 1981 | Brabham BT49/B/C                       | G    | Ford Cosworth DFV              | Nelson Piquet Hector Rebaque                                                    | 2. (61 pont)          |
| 1980 | Brabham BT49/B                         | M    | Ford Cosworth DFV              | Nelson Piquet Ricardo Zuniño Hector Rebaque                                     | 3. (55 pont)          |
| 1979 | Brabham BT46 Brabham BT48 Brabham BT49 | G    | Alfa Romeo, Ford Cosworth DFV  | Niki Lauda Ricardo Zuniño Nelson Piquet                                         | 8. (6 pont)           |
| 1978 | Brabham BT45C Brabham BT46/B/C         | G    | Alfa Romeo                     | Niki Lauda John Watson Nelson Piquet                                            | 3. (53 pont)          |
| 1977 | Brabham BT45/B                         | G    | Alfa Romeo                     | John Watson José Carlos Pace Hans-Joachim Stuck Giorgio Francia                 | 5. (27 pont)          |
| 1976 | Brabham BT45                           | G    | Alfa Romeo                     | Carlos Reutemann Larry Perkins Rolf Stommelen José Carlos Pace                  | 9. (9 pont)           |
| 1975 | Brabham BT44B                          | G    | Ford Cosworth DFV              | Carlos Reutemann José Carlos Pace                                               | 2. (54 pont)          |
| 1974 | Brabham BT42 Brabham BT44              | G    | Ford Cosworth DFV              | Carlos Reutemann Richard Robarts Rikky von Opel José Carlos Pace Teddy Pilette  | 5. (35 pont)          |
| 1973 | Brabham BT37 Brabham BT42              | G    | Ford Cosworth DFV              | Carlos Reutemann Wilson Fittipaldi Andrea de Adamich Rolf Stommelen John Watson | 4. (49 pont)          |
| 1972 | Brabham BT33 Brabham BT34 Brabham BT37 | G    | Ford Cosworth DFV              | Graham Hill Carlos Reutemann Wilson Fittipaldi                                  | 9. (7 pont)           |
| 1971 | Brabham BT33 Brabham BT34              | G    | Ford Cosworth DFV              | Graham Hill Dave Charlton Tim Schenken                                          | 9. (5 pont)           |
| 1970 | Brabham BT33                           | G    | Ford Cosworth DFV              | Jack Brabham Rolf Stommelen                                                     | 4. (35 pont)          |
| 1969 | Brabham BT26/A                         | G    | Ford Cosworth DFV              | Jack Brabham Jacky Ickx                                                         | 2. (51 pont)          |
| 1968 | Brabham BT24 Brabham BT26              | G    | Repco                          | Jack Brabham Jochen Rindt Dan Gurney                                            | 8. (10 pont)          |
| 1967 | Brabham BT19 Brabham BT20 Brabham BT24 | G    | Repco                          | Jack Brabham Denny Hulme                                                        | Világbajnok (37 pont) |
| 1966 | Brabham BT19 Brabham BT20 Brabham BT22 | G    | Repco                          | Jack Brabham Denny Hulme                                                        | Világbajnok (42 pont) |
| 1965 | Brabham BT7 Brabham BT11               | D G  | Climax                         | Jack Brabham Dan Gurney Denny Hulme Giancarlo Baghetti                          | 3. (27 pont)          |
| 1964 | Brabham BT7 Brabham BT11               | D    | Climax                         | Jack Brabham Dan Gurney                                                         | 4. (33 pont)          |
| 1963 | Brabham BT3 Brabham BT7 Lotus 25       | D    | Climax                         | Jack Brabham Dan Gurney                                                         | 3. (28 pont)          |
| 1962 | Lotus 21 Brabham BT3                   | D    | Climax                         | Jack Brabham                                                                    | 7. (9 pont)           |